# Rumacon canescens
Rumacon canescens är en skalbaggsart som först beskrevs av Bruch 1926.  Rumacon canescens ingår i släktet Rumacon och familjen långhorningar.
Artens utbredningsområde är Paraguay. Inga underarter finns listade i Catalogue of Life.